# EXTRA (ракетна система)
EXTRA («Артилерія підвищеної дальності») — ракетно-артилерійська система, розроблена та виготовлена компанією Israel Military Industries (IMI) і яка використовується Армією оборони Ізраїлю, Азербайджану та В'єтнаму з 2013 року. Має максимальну дальність 150 км з унітарною боєголовкою вагою 120 кг і точністю 10 м CEP.
Ракети EXTRA можна запускати за допомогою пускової установки LYNX (MRL) IMI, а також з низки інших доступних пускових установок.
Корабельна версія називається TRIGON.
IMI розробив версію ракети для повітряного запуску, яка спочатку називалася MARS. Повітряну версію було перейменовано на Rampage ; серійне виробництво було заплановано на 2019 рік.